# Reprezentacja Szwecji w skokach narciarskich
Reprezentacja Szwecji w skokach narciarskich – grupa skoczków narciarskich wybrana do reprezentowania Szwecji w międzynarodowych zawodach przez Szwedzki Związek Narciarski (Svenska Skidförbundet).

## Kadra na sezon 2012/2013

### Kadra A
- Jakob Grimholm
- Alexander Mitz
- Carl Nordin

### Kadra młodzieżowa
- Kevin Berg
- Andreas Danielsson
- Jesper Daun
- Simon Eklund
- Erik Gundersson
- Martin Gundersson
- Jacob Hallin
- Benjamin Larsson
- Olof Lundgren

## Kadra na sezon 2011/2012
W latach 2005–2011 funkcję trenera sprawował Wolfgang Hartmann. W 2011 roku na tym stanowisku zastąpił go Kjetil Strandbraten. Jego asystentem został Anders Daun. Do kadry zostało powołanych 10 zawodników. Są to:.

### Kadra A
- Fredrik Balkåsen
- Isak Grimholm
- Josef Larsson
- Carl Nordin

### Kadra młodzieżowa
- Andreas Danielsson
- Simon Eklund
- Erik Gundersson
- Jacob Hallin
- Benjamin Larsson
- Olof Lundgren

## Dawni skoczkowie
Najlepszym szwedzkim skoczkiem w historii był Jan Boklöv, prekursor stylu V. Poza tym wśród najbardziej znanych skoczków historii znaleźliby się:
- Ove Berg
- Mattias Bylund
- Anders Daun
- Andreas Fahlen
- Rickard Fröier
- Jan Halvardsson
- Marcus Henriksson
- Kristoffer Jåfs
- Fredrik Johansson
- Toivo Lauren
- Mikael Martinsson
- Johan Munters (urodzony w Indonezji)
- Thomas Nordgren
- Åke Norman
- Johan Rasmussen
- Staffan Tällberg
- Per-Inge Tällberg
- Emil Westberg
- Jonas Westberg
- Andreas Arén
- Johan Erikson

## Sukcesy drużynowe
Drużyna Szwecji rzadko wystawia swoją ekipę w międzynarodowych zawodach. Najlepsze miejsce Szwecja zdobyła 26 lutego 1989 roku podczas Mistrzostw Świata w Lahti, kiedy zajęła 5 miejsce. 6 lutego 2003 na Mistrzostwach Świata juniorów w Solleftea drużyna w składzie: Andreas Arén, Besnik Gashi, Johan Erikson i Isak Grimholm zajęła także 5 miejsce (wyprzedzając o jedno miejsce Polskę).